# Осін Микола Лаврентійович
Микола Лаврентійович Осін (17 лютого 1900, село Дашкіно, тепер Абдулинського району Оренбурзької області, Російська Федерація — 5 жовтня 1978, місто Москва, тепер Російська Федерація) — радянський військовий політпрацівник, генерал-лейтенант (31.05.1954). Депутат Верховної Ради СРСР 4-го скликання. 

## Біографія
Член РКП(б) з 1919 року.
У Червоній армії з серпня 1919 року. Перебував на політичній роботі та командних посадах, комісар 31-ї кавалерійської дивізії.
У червні — серпні 1941 року — т.в.о. члена Військової ради Одеського військового округу. З 5 серпня 1941 по лютий 1942 року — член Військової ради Резервної армії Південного фронту.
5 лютого 1942 — травень 1945 року — член Військової ради 43-ї армії.
У липні 1950 — квітні 1953 року — член Військової ради Далекосхідного військового округу.
У листопаді 1953 — січні 1957 року — член Військової ради Закавказького військового округу.
З лютого 1957 року — у відставці.
Помер 5 жовтня 1978 року в Москві. Похований на Кунцевському цвинтарі Москви.

## Звання
- бригадний комісар (10.05.1936)
- генерал-майор (6.12.1942)
- генерал-лейтенант (31.05.1954)

## Нагороди
- орден Леніна (21.02.1945)
- три ордени Червоного Прапора (11.10.1943, 3.11.1944, 17.05.1951)
- два ордени Кутузова ІІ ст. (22.07.1944, 19.04.1945)
- медаль «За взяття Кенігсберга» (1945)
- медаль «За перемогу над Німеччиною у Великій Вітчизняній війні 1941—1945 рр.» (1945)
- медалі